# John Petroske
John Edward "Jack" Petroske, född den 6 augusti 1934 i Hibbing i Minnesota, död den 30 juli 2019, var en amerikansk före detta ishockeyspelare.
Petroske blev olympisk silvermedaljör i ishockey vid vinterspelen 1956 i Cortina d'Ampezzo.